# World Baseball Classic 2023

## Teilnehmer
Das Gesamtteilnehmerfeld des World Baseball Classic wurde von 16 Nationen auf 20 erweitert. Als Teilnehmer qualifizierten sich die 16 Teilnehmer des Turniers von 2017 sowie vier weitere Qualifikanten. Die Qualifikation wurde in zwei Turnieren ausgetragen. In Gruppe A (Regensburg) qualifizierten sich Großbritannien und Tschechien, in Gruppe B (Panama-Stadt) setzen sich Nicaragua und Panama durch.

## Turniermodus
Für den World Baseball Classic 2023 wurde folgender Spielmodus vereinbart:
- In Runde 1 spielen 20 Teams in vier Gruppen (A bis D) im Round-Robin-System, das heißt Jeder gegen Jeden, keine Serien, nur ein Spiel.
- Im Viertelfinale spielen die Gruppenersten gegen die -zweiten, anschließend folgen Halbfinale und Finale.
- Kein Spiel um Platz drei
- Die ersten Vier jeder Vorrundengruppe qualifizieren sich für die nächste Austragung des Classics.
- Tiebreak-Regeln in der Vorrunde:
  1. Bestes Verhältnis Siege zu Niederlagen
  2. Direkter Vergleich
  3. Geringster Quotient aus zugelassenen Runs und defensiven Outs zwischen den betreffenden Teams
  4. Geringster Quotient aus zugelassenen Earned Runs und defensiven Outs zwischen den betreffenden Teams
  5. Höchster Schlagdurchschnitt
  6. Losentscheid

## Austragungsorte
Der World Baseball Classic 2023 wird in vier Stadien ausgetragen:
| Gruppe A                                   | Gruppe B Viertelfinale | Gruppe C          | Gruppe D Viertelfinale, Halbfinale, Finale |
| ------------------------------------------ | ---------------------- | ----------------- | ------------------------------------------ |
| Taichung, Taiwan                           | Tokio, Japan           | Phoenix, USA      | Miami, USA                                 |
| Taichung Intercontinental Baseball Stadium | Tokyo Dome             | Chase Field       | LoanDepot Park                             |
| Kapazität: 20.000                          | Kapazität: 45.600      | Kapazität: 46.686 | Kapazität: 36.742                          |
|                                            |                        |                   |                                            |

## Ergebnisse

### Vorrunde
| Legende Runde 1 | Legende Runde 1                                                                  |
| --------------- | -------------------------------------------------------------------------------- |
|                 | Für das Viertelfinale qualifiziert; für World Baseball Classic 2026 qualifiziert |
|                 | Ausgeschieden; für World Baseball Classic 2026 qualifiziert                      |
|                 | Ausgeschieden                                                                    |

#### Gruppe A
Die Spiele der Gruppe A werden vom 8. bis 12. März 2023 im Taichung Intercontinental Baseball Stadium in Taichung, Taiwan ausgetragen.
| Pl | Team               | W | L | Tiebreaker                    |
| -- | ------------------ | - | - | ----------------------------- |
| 1  | Kuba               | 2 | 2 | 0,138 Runs pro Defensives Out |
| 2  | Italien            | 2 | 2 | 0,157 Runs pro Defensives Out |
| 3  | Niederlande        | 2 | 2 | 0,186 Runs pro Defensives Out |
| 4  | Panama             | 2 | 2 | 0,194 Runs pro Defensives Out |
| 5  | Taiwan (Gastgeber) | 2 | 2 | 0,304 Runs pro Defensives Out |

| Datum    | Team 1      | Score | Team 2      | Anmerkung                      |
| -------- | ----------- | ----- | ----------- | ------------------------------ |
| 08. März | Kuba        | 2–4   | Niederlande |                                |
| 08. März | Panama      | 12–5  | Taiwan      |                                |
| 09. März | Panama      | 1–3   | Niederlande |                                |
| 09. März | Italien     | 6–3   | Kuba        | nach Verlängerung (10 Innings) |
| 10. März | Kuba        | 13–4  | Panama      |                                |
| 10. März | Italien     | 7–11  | Taiwan      |                                |
| 11. März | Panama      | 2–0   | Italien     |                                |
| 11. März | Niederlande | 5–9   | Taiwan      |                                |
| 12. März | Taiwan      | 1–7   | Kuba        |                                |
| 12. März | Niederlande | 1–7   | Italien     |                                |

#### Gruppe B
Die Spiele der Gruppe B werden vom 9. bis 13. März 2023 im Tokyo Dome in Tokio ausgetragen.
| Pl | Team                | W | L | Tiebreaker |
| -- | ------------------- | - | - | ---------- |
| 1  | Japan (Gastgeber)   | 4 | 0 | –          |
| 2  | Australien          | 3 | 1 | –          |
| 3  | Südkorea            | 2 | 2 | –          |
| 4  | Tschechien          | 1 | 3 | –          |
| 5  | Volksrepublik China | 0 | 4 | –          |

| Datum    | Team 1              | Score | Team 2              | Anmerkung                    |
| -------- | ------------------- | ----- | ------------------- | ---------------------------- |
| 09. März | Australien          | 8–7   | Südkorea            |                              |
| 09. März | Volksrepublik China | 1–8   | Japan               |                              |
| 10. März | Tschechien          | 8–5   | Volksrepublik China |                              |
| 10. März | Südkorea            | 4–13  | Japan               |                              |
| 11. März | Volksrepublik China | 2–12  | Australien          | 7 Innings (Ten-Run-Rule)     |
| 11. März | Tschechien          | 2–10  | Japan               |                              |
| 12. März | Tschechien          | 3–7   | Südkorea            |                              |
| 12. März | Japan               | 7–1   | Australien          |                              |
| 13. März | Australien          | 8–3   | Tschechien          |                              |
| 13. März | Südkorea            | 22–2  | Volksrepublik China | 5 Innings (Fifteen-Run-Rule) |

#### Gruppe C
Die Spiele der Gruppe C werden vom 11. bis 15. März 2023 im Chase Field in Phoenix ausgetragen.
| Pl | Team                           | W | L | Tiebreaker |
| -- | ------------------------------ | - | - | ---------- |
| 1  | Mexiko                         | 3 | 1 | –          |
| 2  | Vereinigte Staaten (Gastgeber) | 3 | 1 | –          |
| 3  | Kanada                         | 2 | 2 | –          |
| 4  | Vereinigtes Königreich         | 1 | 3 | –          |
| 5  | Kolumbien                      | 1 | 3 | –          |

| Datum    | Team 1                 | Score | Team 2                 | Anmerkung                      |
| -------- | ---------------------- | ----- | ---------------------- | ------------------------------ |
| 11. März | Kolumbien              | 5–4   | Mexiko                 | nach Verlängerung (10 Innings) |
| 11. März | Vereinigtes Königreich | 2–6   | Vereinigte Staaten     |                                |
| 12. März | Vereinigtes Königreich | 8–18  | Kanada                 | 7 Innings (Ten-Run-Rule)       |
| 12. März | Mexiko                 | 11–5  | Vereinigte Staaten     |                                |
| 13. März | Kolumbien              | 5–7   | Vereinigtes Königreich |                                |
| 13. März | Kanada                 | 1–12  | Vereinigte Staaten     | 7 Innings (Ten-Run-Rule)       |
| 14. März | Kanada                 | 5–0   | Kolumbien              |                                |
| 14. März | Vereinigtes Königreich | 1–2   | Mexiko                 |                                |
| 15. März | Mexiko                 | 10–3  | Kanada                 |                                |
| 15. März | Vereinigte Staaten     | 3–2   | Kolumbien              |                                |

#### Gruppe D
Die Spiele der Gruppe D werden vom 11. bis 15. März 2023 im LoanDepot Park in Miami ausgetragen.
| Pl | Team                    | W | L | Tiebreaker |
| -- | ----------------------- | - | - | ---------- |
| 1  | Venezuela               | 4 | 0 | –          |
| 2  | Puerto Rico             | 3 | 1 | –          |
| 3  | Dominikanische Republik | 2 | 2 | –          |
| 4  | Israel                  | 1 | 3 | –          |
| 5  | Nicaragua               | 0 | 4 | –          |

| Datum    | Team 1                  | Score | Team 2                  | Anmerkung                |
| -------- | ----------------------- | ----- | ----------------------- | ------------------------ |
| 11. März | Nicaragua               | 1–9   | Puerto Rico             |                          |
| 11. März | Dominikanische Republik | 1–5   | Venezuela               |                          |
| 12. März | Nicaragua               | 1–3   | Israel                  |                          |
| 12. März | Venezuela               | 9–6   | Puerto Rico             |                          |
| 13. März | Dominikanische Republik | 6–1   | Nicaragua               |                          |
| 13. März | Israel                  | 0–10  | Puerto Rico             | 8 Innings (Ten-Run-Rule) |
| 14. März | Nicaragua               | 1–4   | Venezuela               |                          |
| 14. März | Israel                  | 0–10  | Dominikanische Republik | 7 Innings (Ten-Run-Rule) |
| 15. März | Venezuela               | 5–1   | Israel                  |                          |
| 15. März | Puerto Rico             | 5–2   | Dominikanische Republik |                          |

### Finalrunde
Die Finalrunde wird vom 15. bis 21. März 2023 in Tokio und Miami ausgespielt.

#### Turnierbaum
| Viertelfinale | Viertelfinale      | Viertelfinale |  |                    | Halbfinale         | Halbfinale | Halbfinale |  |  | Finale | Finale | Finale |
|               |                    |               |  |                    |                    |            |            |  |  |        |        |        |
|               | Australien         | 3             |  |                    |                    |            |            |  |  |        |        |        |
|               | Kuba               | 4             |  |                    |                    |            |            |  |  |        |        |        |
|               |                    |               |  | Kuba               | 2                  |            |            |  |  |        |        |        |
|               |                    |               |  |                    | Vereinigte Staaten | 14         |            |  |  |        |        |        |
|               | Vereinigte Staaten | 9             |  |                    |                    |            |            |  |  |        |        |        |
|               | Venezuela          | 7             |  |                    |                    |            |            |  |  |        |        |        |
|               |                    |               |  | Vereinigte Staaten | 2                  |            |            |  |  |        |        |        |
|               |                    |               |  |                    | Japan              | 3          |            |  |  |        |        |        |
|               | Puerto Rico        | 4             |  |                    |                    |            |            |  |  |        |        |        |
|               | Mexiko             | 5             |  |                    |                    |            |            |  |  |        |        |        |
|               |                    |               |  | Mexiko             | 5                  |            |            |  |  |        |        |        |
|               |                    |               |  |                    | Japan              | 6          |            |  |  |        |        |        |
|               | Italien            | 3             |  |                    |                    |            |            |  |  |        |        |        |
|               | Japan              | 9             |  |                    |                    |            |            |  |  |        |        |        |
|               |                    |               |  |                    |                    |            |            |  |  |        |        |        |

#### Viertelfinale
| # | Datum    | Ort                    | Team 1             | Score | Team 2    | Anmerkung |
| - | -------- | ---------------------- | ------------------ | ----- | --------- | --------- |
| 1 | 15. März | Tokyo Dome, Tokio      | Australien         | 3–4   | Kuba      |           |
| 2 | 16. März | Tokyo Dome, Tokio      | Italien            | 3–9   | Japan     |           |
| 3 | 17. März | Lone Depot Park, Miami | Puerto Rico        | 4–5   | Mexiko    |           |
| 4 | 18. März | Lone Depot Park, Miami | Vereinigte Staaten | 9–7   | Venezuela |           |

#### Halbfinale
| # | Datum    | Ort                    | Team 1 | Score | Team 2             | Anmerkung |
| - | -------- | ---------------------- | ------ | ----- | ------------------ | --------- |
| 1 | 19. März | Lone Depot Park, Miami | Kuba   | 2–14  | Vereinigte Staaten |           |
| 2 | 20. März | Lone Depot Park, Miami | Mexiko | 5–6   | Japan              |           |

#### Finale
| Datum    | Ort                    | Team 1             | Score | Team 2 | Anmerkung |
| -------- | ---------------------- | ------------------ | ----- | ------ | --------- |
| 21. März | Lone Depot Park, Miami | Vereinigte Staaten | 2–3   | Japan  |           |